# Tolga Zengin
Tolga Zengin (Hopa, 10 ottobre 1983) è un ex calciatore turco, di ruolo portiere.

## Carriera
Tolga Zengin ha iniziato a giocare nel 2002 nel Trabzonspor dopo essere cresciuto nelle giovanili della squadra turca.
Ha esordito nella Nazionale turca il 12 aprile 2006 in amichevole contro l'Azerbaigian (1-1).
È stato convocato come terzo portiere alle spalle di Volkan e Rüştü per gli Europei 2008 in Austria e Svizzera, Durante il torneo non è mai sceso in campo, anche se alla vigilia della semifinale con la Germania, che ha eliminato la Turchia battendola 3-2, il CT Terim, vista la disponibilità di soli 12 giocatori di movimento, aveva ipotizzato un suo possibile impiego come difensore o attaccante.

## Palmarès

### Club

#### Competizioni nazionali
- Coppa di Turchia: 3

Trabzonspor: 2002-2003, 2003-2004, 2009-2010
- Supercoppa di Turchia: 1

Trabzonspor: 2010
- Campionato turco: 1

Besiktas: 2015-2016